# Flanke (Turnen)

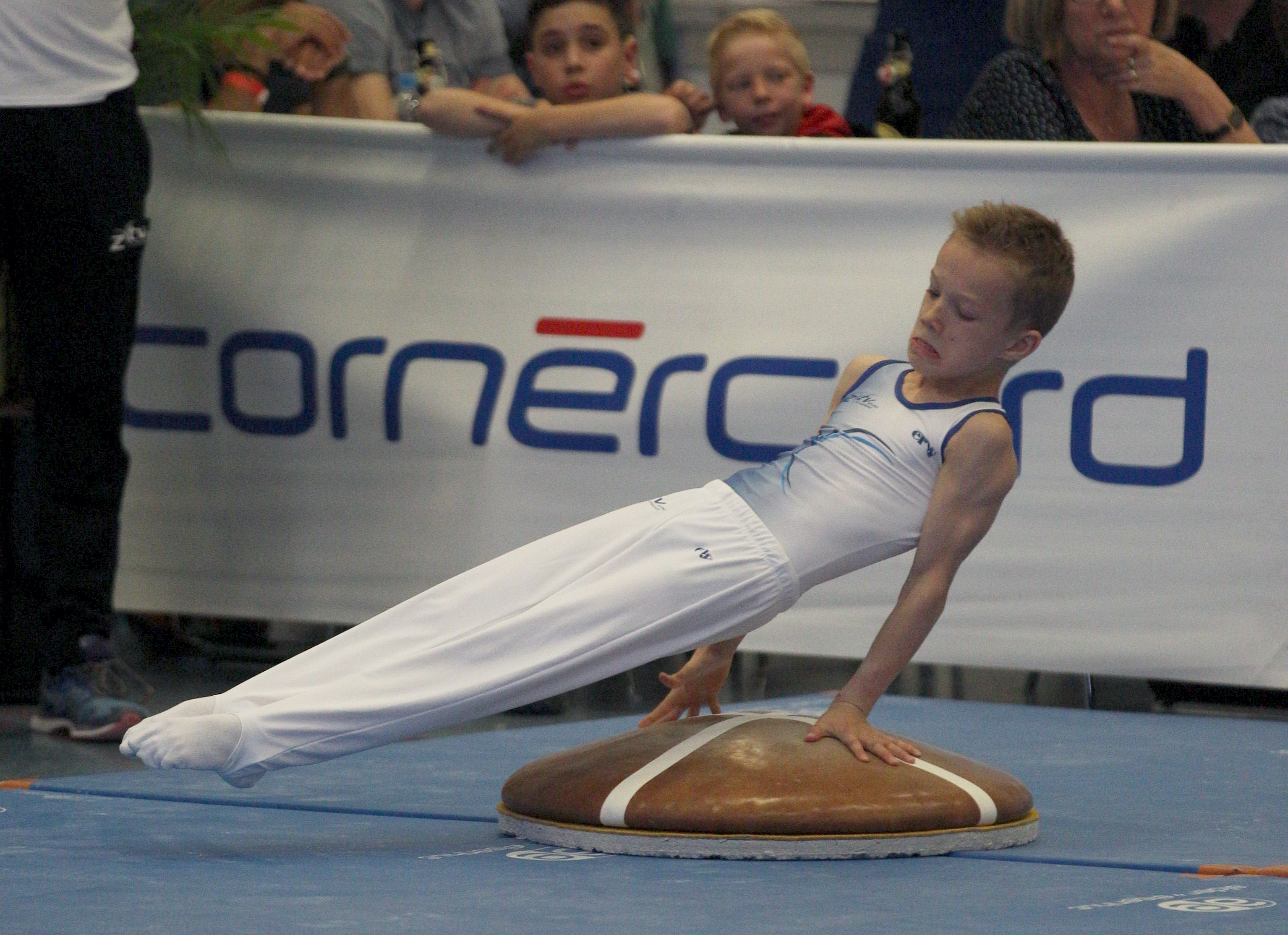
Kreisflanken eines Schweizer Gerätturners auf dem Turnpilz

Als Flanke bezeichnet man im Gerätturnen die Bewegung über ein Gerät, bei der eine Seite (Flanke) des Körpers zum Gerät zeigt. Im Gegensatz zur Wende, bei der die Vorderseite des Körpers dem Gerät zugewandt ist und Kehre, bei der die Rückseite des Körpers zum Gerät zeigt.

## Quelle
- Flanke bei books.google.de, abgerufen am 22. April 2013